# هوشنگ دولت‌آبادی
امیرهوشنگ دولت‌آبادی (متولد ۱۳۱۱) پزشک و نویسنده و مترجم ایرانی است. او برای نگارش کتاب تشخیص و درمان بیماری‌های هورمونی و ترجمهٔ کتاب تشخیص افتراقی بیماری‌های داخلی دو بار برندهٔ جایزه کتاب سال سلطنتی شد.

## آثار
- رشته دراز آرزو
- جا پای زروان
- بی بی فیروزه
- سودای زندگی
- توصیف گمشده
- ترجمه تهاجم به قلم کنراد لورنس